# Jozef Leo Cardijn
Jozef Leo kardinál Cardijn (18. listopadu 1882 Brusel – 25. července 1967 Lovaň) byl belgický římskokatolický duchovní, kardinál, inspirátor křesťanských odborů.

## Biografie
Studoval v semináři v Mechelenu a na univerzitě v Lovani. Po kněžském svěcení, které přijal 22. září 1906, působil jako duchovní v diecézi Mechelen. Během první světové války byl vězněn německými vojsky. Po válce se věnoval pastoraci dělníků, v roce 1925 založil Svaz mladých křesťanských dělníků. V roce 1941 byl opět uvězněn německými okupanty. Dne 15. února 1965 byl jmenován titulárním biskupem Tusuros, o týden později byl při konzistoři jmenován kardinálem.
Ačkoliv nenapsal žádnou rozsáhlejší práci, je považován za otce moderní pastorální teologie. Pro práci s dělnickou mládeži vyvinul metodu Vidět-Posoudit-Jednat, která se ujala jak v širší 
běž jen dělnické pastorační praxi, tak v pastorální teologii jako její epistemologický nástroj.